# Viciebsk (voblast)
Viciebsk  é uma das seis voblasts (província) da Bielorrússia. Sua capital é a cidade de Viciebsk. Foi criado em 15 de janeiro de 1938 e esteve sob ocupação alemã entre 1941 e 1944.

## Distritos
A voblast de Mahilou é dividida em 21 distritos(rayoni, singular raion):
- Beshankovichy
- Braslov
- Chashniki
- Dokshytsy
- Dubrovna
- Garadok
- Glybokaye
- Lepiel
- Liozna
- Miory
- Orsha
- Pastavy
- Polotsk
- Rasony
- Sharkavschina
- Shumilina
- Senna
- Talachin
- Ushachi
- Vitebsk
- Vierhniadzvinsk